# Rio Sapão
Rio Sapão är ett vattendrag i Brasilien.   Det ligger i delstaten Bahia, i den östra delen av landet, 600 km norr om huvudstaden Brasília.
Omgivningarna runt Rio Sapão är huvudsakligen savann. Trakten runt Rio Sapão är nära nog obefolkad, med mindre än två invånare per kvadratkilometer.